# La hora musa
La hora musa fue un programa musical español presentado por la cantante Maika Makovski. Se estrenó el 2 de octubre de 2018 en La 2 de TVE y finalizó el 20 de junio de 2021.

## Formato
Maika Makovski conduce este espacio musical que ofrece actuaciones en directo de grupos y solistas nacionales e internacionales. La compositora, cantante y actriz es la anfitriona de Franz Ferdinand, Vetusta Morla, Simple Minds, Manolo García, entre otros.

## Episodios y audiencias
| Temporada | Temporada | Episodios          | Estreno              | Final                   | Audiencia media | Audiencia media | Audiencia media |
| Temporada | Temporada | Episodios          | Estreno              | Final                   | Espectadores    | Cuota           |                 |
| --------- | --------- | ------------------ | -------------------- | ----------------------- | --------------- | --------------- | --------------- |
|           | 1ª        | 12                 | 2 de octubre de 2018 | 1 de enero de 2019      | 258.000         | 1,7%            |                 |
|           | 2ª        | 12                 | 1 de octubre de 2019 | 17 de diciembre de 2019 | 202.000         | 1,4%            |                 |
| Total     | Total     | 24 (+3 especiales) | 2 de octubre de 2019 | 20 de junio de 2021     |                 |                 |                 |

### 1ª temporada - (2018-2019)
| N.º (serie) | N.º (temp.) | Invitados | Fecha de emisión        | Audiencia      |
| ----------- | ----------- | --- | ----------------------- | -------------- |
| 1           | 1           | «Franz FerdinandJuan PerroMala Rodríguez» | 2 de octubre de 2018    | 249 000 (1,7%) |
| 2           | 2           | «Enrique BunburyJorja SmithMiguel PovedaThe Lemon Twigs» | 9 de octubre de 2018    | 347 000 (2,3%) |
| 3           | 3           | «Vetusta MorlaSoleá MorenteDiavlo» | 16 de octubre de 2018   | 272 000 (1,8%) |
| 4           | 4           | «TexasIzalChelsea BootsNathy Peluso» | 23 de octubre de 2018   | 387 000 (2,6%) |
| 5           | 5           | «Manolo GarcíaJungleBrisa FenoyLa Banda Trapera del Río» | 30 de octubre de 2018   | 315 000 (2,2%) |
| 6           | 6           | «The HellacoptersMarlangoVega» | 13 de noviembre de 2018 | 282 000 (1,9%) |
| 7           | 7           | «Simple MindsHindsRufus T. Firefly El Niño de Elche» | 20 de noviembre de 2018 | 238 000 (1,6%) |
| 8           | 8           | «MorganSuperorganismTequilaGroove Armada» | 27 de noviembre de 2018 | 309 000 (2,0%) |
| 9           | 9           | «Jack SavorettiTote King con Shotta y Santo RostroSierra» | 4 de diciembre de 2018  | 133 000 (0,9%) |
| 10          | 10          | «Lori MeyersZeal & ArdorNúria GrahamChenta Tsai» | 11 de diciembre de 2018 | 206 000 (1,4%) |
| 11          | 11          | «Especial BIS azoteas: TequilaVegaDiavloRufus T. FireflyNúria GrahamMiguel PovedaBrisa FenoySierraChelsea BootsChenta Tsai»                                                           | 18 de diciembre de 2018 | 182 000 (1,2%) |
| 12          | 12          | «Especial BIS plató: Enrique BunburyJuan PerroSimple MindsThe HellacoptersSoleá Morente con Napoleón SoloManolo GarcíaTexasMarlangoJungleHindsJack SavorettiVetusta MorlaLori Meyers» | 1 de enero de 2019      | 182 000 (1,3%) |

### 2ª temporada - (2019)
| N.º (serie) | N.º (temp.) | Invitados | Fecha de emisión        | Audiencia      |
| ----------- | ----------- | --- | ----------------------- | -------------- |
| 13          | 1           | «ZazKiko VenenoJuanes Carolina Durante» | 1 de octubre de 2019    | 250 000 (1,8%) |
| 14          | 2           | «AmaiaThe Waterboys Natos y Waor con Miguel Campello-ElbichoPixies» | 8 de octubre de 2019    | 213 000 (1,5%) |
| 15          | 3           | «León BenaventeMiren Iza-TulsaRocío MárquezCat PowerAlizzzPaula Cendejas» | 15 de octubre de 2019   | 161 000 (1,1%) |
| 16          | 4           | «Vintage TroubleLuz CasalHidrogenesse» | 22 de octubre de 2019   | 197 000 (1,4%) |
| 17          | 5           | «Mikel ErentxunLila DownsSleaford ModsJane Birkin» | 29 de octubre de 2019   | 255 000 (1,9%) |
| 18          | 6           | «La M.O.D.A.Bette SmithMarlon WilliamsMuchachitoPerry FarrellThe Hives» | 5 de noviembre de 2019  | 206 000 (1,4%) |
| 19          | 7           | «Anni B SweetCurtis HardingNovedades Carminha» | 12 de noviembre de 2019 | 212 000 (1,5%) |
| 20          | 8           | «Bad GyalThe Cat EmpireSilvia Pérez CruzFlamingo Tours» | 19 de noviembre de 2019 | 152 000 (1,1%) |
| 21          | 9           | «Mon LaferteDorianDerby Motoreta's Burrito Kachimba» | 26 de noviembre de 2019 | 189 000 (1,3%) |
| 22          | 10          | «Rufus WainwrightChristina RosenvingeDepedro con Fuel Fandango» | 3 de diciembre de 2019  | 176 000 (1,2%) |
| 23          | 11          | «BIS La Fábrica: Carolina DuranteBette SmithSleaford ModsFlamingo ToursHidrogenesseChristina RosenvingeNatos y WaorRocío MárquezDerby Motoreta's Burrito KachimbaNovedades Carminha» | 10 de diciembre de 2019 | 147 000 (1,0%) |
| 24          | 12          | «BIS plató: IlegalesLeón BenaventeZaharaAmaia RomeroRufus WainwrightZazMikel ErentxunLuz CasalMon LaferteLila DownsDepedro»                                                          | 17 de diciembre de 2019 | 273 000 (1,9%) |

### Programas especiales
| N.º (serie) | N.º (temp.) | Invitados                                              | Fecha de emisión    | Audiencia      |
| ----------- | ----------- | ------------------------------------------------------ | ------------------- | -------------- |
| 1           | 1           | «Especial Día de la Música: Ilegales y Zahara»         | 21 de junio de 2019 | 163.000 (1,3%) |
| 2           | 2           | «Especial Día de la Música: Leiva»                     | 21 de junio de 2020 | 196.000 (1,3%) |
| 3           | 3           | «Especial Día de la Música: Raphael y Love of Lesbian» | 20 de junio de 2021 | 403.000 (2,8%) |